# Адольф II (граф Гольштейна)
Адольф II (нем. Adolf II. von Schauenburg und Holstein; 1128 — 6 июля 1164) — граф Шауэнбурга, Гольштейна и Штормарна в 1130—1137 годах и с 1142 года, основатель Любека.

## Биография
Сын графа Адольфа I фон Шауэнбург.
Наследовал отцу в двухлетнем возрасте и до совершеннолетия находился под опекой матери.
После смерти императора Лотаря II новый король Конрад III назначил герцогом Саксонии Альбрехта Медведя из рода Асканиев. Новый герцог отобрал у Адольфа II Гольштейн и Штормарн и передал их Генриху фон Бадевиде. Только в 1142 году, после того как Саксония снова досталась Вельфам, Адольф вернул свои владения и получил в придачу Вагрию.
Адольф поощрял переселение гольштейнских колонистов на пограничные территории. В 1143/1144 он основал город Любек на месте бывшего славянского поселения. В 1158 году был вынужден уступить эти земли Генриху Льву.
В 1159 году сопровождал в Италию императора Фридриха Барбароссу.
Со своим соседом, князем бодричей Никлотом, Адольф II долгое время поддерживал союзнические отношения. Однако в 1164 году он решил перейти на сторону Генриха Льва и принял участие в его походе на бодричей. 6 июля 1164 года он погиб в битве при Верхене (недалеко от Деммина) и был похоронен в Миндене.

## Семья
Адольф II был женат на Мехтильде фон Шварцбург-Кефернбург, дочери графа Сиццо II. Их сын Адольф III наследовал отцу в Гольштейне и Вагрии.